# Adbusters
Adbusters Media Foundation — канадская некоммерческая организация, которая занимается вопросами антипотребительства и улучшения окружающей среды. Основанная в 1989 году Калле Ласном и Биллом Шмальцем в Ванкувере. Организация говорит о себе как о «глобальной сети художников, активистов, писателей, шутников, студентов, преподавателей и предпринимателей, которые хотят продвигать новые социальные движения информационного века».
Adbusters характеризуется некоторыми как антикапиталистическая или оппозиционная капитализму. Организация публикует международный журнал при поддержке читателей, не содержащий рекламы, тиражом 120000 экземпляров, посвящённый проблеме потребительства. В создании журнала участвуют или участвовали Крис Хеджес, Мэтт Тайбби, Билл Маккиббен, Джим Манро, Дуглас Рашкофф, Джонатан Бэрнбук, Дэвид Грэбер, Саймон Критчли, Славой Жижек, Майкл Хардт и другие.
Adbusters выступила с рядом международных кампаний, в том числе «День без покупок», «Неделя без телевизора» и «Захвати Уолл-стрит», также известна своими «диверсиями против рекламы». На английском языке выходят американское, канадское, австралийское, английское и международное издания Adbusters с периодичностью раз в два месяца. Также у Adbusters есть родственные организации в других странах, включая Résistance à l’Aggression Publicitaire и Casseurs de Pub во Франции, Adbusters Norge в Норвегии, Adbusters Sverige в Швеции и культуру глушения в Японии.